# 馮琦 (明朝)
馮琦（1558年11月23日—1603年），字用韞，號琢庵，遼東廣寧左衛軍籍，山東青州府臨朐縣人，明朝政治人物。

## 生平
馮裕曾孫。生於嘉靖三十七年（1558年）十一月二十三日。自幼穎慧絕人，授書日記千言，萬曆四年（1576年）丙子科山東鄉試第十名舉人，五年（1577年）丁丑科二甲第二十二名進士。改庶吉士，七年（1579年）九月授翰林院編修，纂修《大明會典》，書成，十五年（1587年）二月升侍講，十七年（1589年）八月充經筵講官，十一月升右春坊右諭德兼侍講，二十年（1592年）八月升左春坊左庶子兼侍讀，二十一年（1593年）七月升少詹事兼侍讀學士，二十三年（1595年）四月升禮部右侍郎，兼官如故，二十七年（1599年）五月改吏部右侍郎，兼官如故，二十九年（1601年）七月改吏部左侍郎。张居正称其“此幼而硕者，国器也”。二十八年（1600年）余继登去世，二十九年（1601年）十月冯琦继任礼部尚书兼翰林院学士，对于思想界的“异端邪说”极其不满，並將矛头指向李贽，指其“背弃孔孟，诽毁程朱”。三十年（1602年）五月，冯琦上言矿税之害：“滇以张安民故，火厂房矣；粤以李凤酿祸，欲刃其腹矣；陕以委官迫死县令，民汹汹不安矣；两淮以激变地方，劫毁官舍钱粮矣；辽左以余东翥故，碎尸抄家矣。土崩瓦解，乱在旦夕，皇上能无动心乎？”但無下文。三十一年（1603年）三月，赴福王朱常洵喜宴時昏倒，回家後一病不起，賜祭葬，贈太子少保，諡文敏。

## 著作
明神宗年間，詞館中以于慎行及馮琦文學為一時之冠。編有《經濟類編》百卷，近三百萬字。沈雲龍編《明代傳記叢刊》收入《馮琢庵先生北海集》。又曾撰《宋史纪事本末》以續《通鑑紀事本末》，未完稿而逝。

## 家族
曾祖馮裕，貴州按察司副使 贈貴州右布政使；祖父馮惟重，行人司行人 贈兵部主事；父馮子履，河南布政使司左參政。母宋氏（封安人）。重慶下。